# Lossiemouth

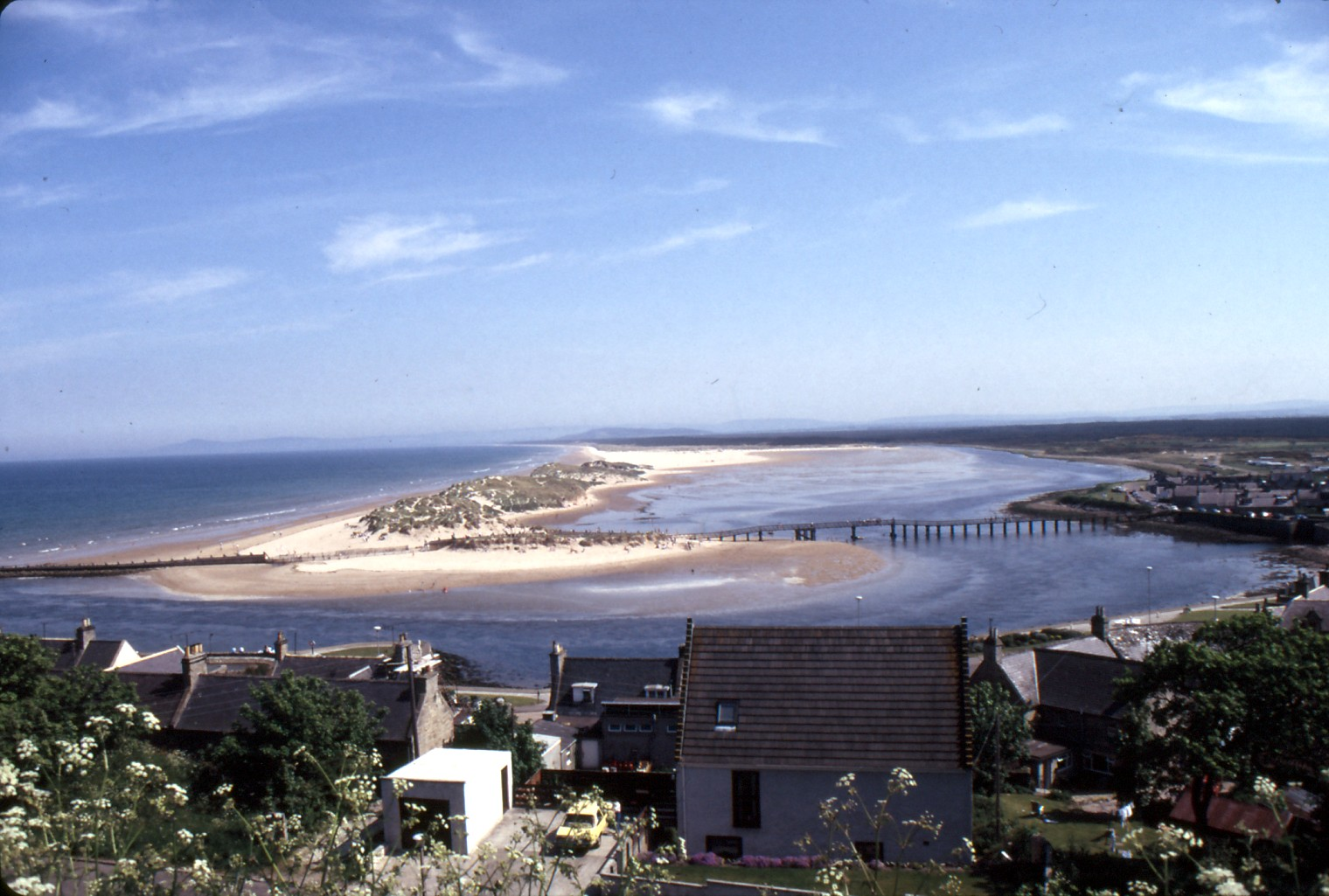
Der östliche Strand von Lossiemouth

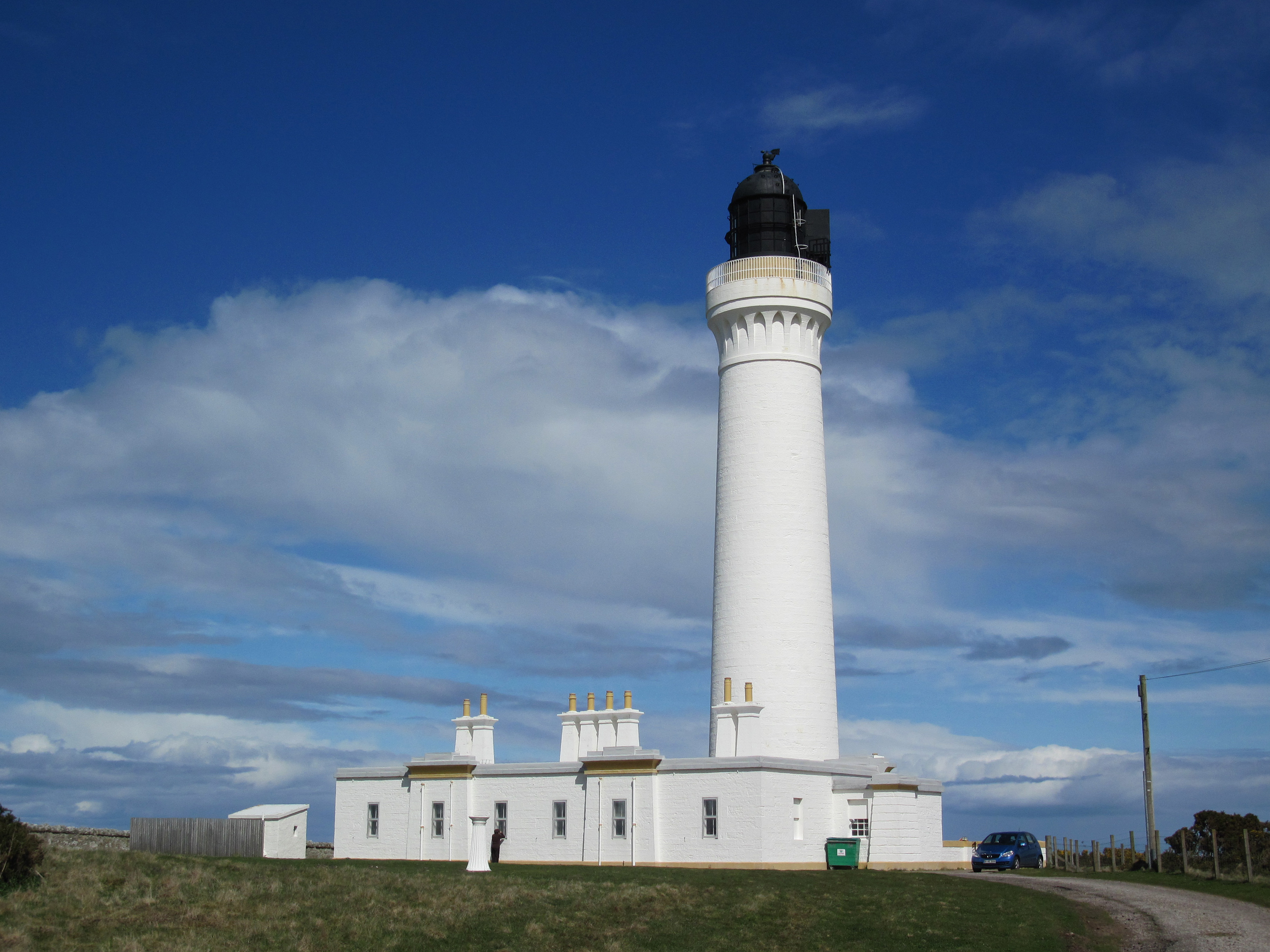
Covesea Skerries Lighthouse, der Leuchtturm von Lossiemouth

Lossiemouth (schottisch-gälisch: Inbhir Losaidh) ist eine Stadt an der Küste in der Council Area Moray in Schottland mit 7705 Einwohnern.

## Geschichte
Zum Zeitpunkt der Gründung war Lossiemouth noch eine eigenständige Gemeinde, heute wird sie vom Ort Elgin mitverwaltet. Im Jahre 1685 erhielt der deutsche Ingenieur Peter Brauss vom Rat der Stadt Elgin den Auftrag, einen Nordseehafen an der Mündung des Flusses Lossie zu schaffen. Die Stadt Elgin liegt sechs Kilometer landeinwärts und verfügte in dieser Zeit über einen bescheidenen Handel. Die ersten Bemühungen Anfang des 18. Jahrhunderts scheiterten an knappen finanziellen Mitteln, die Brauss zur Verfügung standen. Im zweiten Anlauf wurde im Jahre 1764 eine neue Anlegestelle für 1200 £ errichtet. Zu dieser Zeit entstand um die Hafenanlage ein neues Stadtviertel mit parallel verlaufenden Straßen in rechtwinkliger Anordnung. Ein offenes Häuserquadrat mit einem Kreuz auf der begrünten Fläche trennte die erste Siedlung vom neuen Viertel. Die Fischer besetzten die Häuser in der tiefer gelegenen Seestadt und die Bauleute, Handwerker und Kaufleute das neue Lossiemouth. Später wurde ein Entwässerungskanal vom Loch Spynie zum Fluss Lossie gebaut, der eine physische Barriere zwischen den beiden Siedlungen darstellte. Im Jahre 1844 wurde das 36 Meter hohe Covesea Skerries Lighthouse, der Leuchtturm westlich von Lossiemouth, von Alan Stevenson errichtet.

## Wirtschaft
Da Lossiemouth an der Küste liegt, besitzt die Stadt einen eigenen Hafen und die Haupteinnahmequelle ist der Fischfang. Von wirtschaftlicher Bedeutung sind der nahe gelegene Flugstützpunkt der Royal Air Force und der Tourismus. Lossiemouth hat einen Folk-, Golf- und einen Segelclub.

## RAF Lossiemouth
RAF Lossiemouth ist eine Station der Royal Air Force (RAF) westlich von Lossiemouth. Der Militärflugplatz ist einer der Größten der RAF und im Moment eine Hauptbasis der Typhoon FGR4 Flotte.

## Geologie
Ein großer Teil des Untergrundes von Lossiemouth besteht aus einem feinkörnigen, gelbbraunen hellen Sandstein, der Lossiemouth-Sandstone-Formation. Diese wurde vor 225 Millionen Jahren im Karnium (Obertrias) abgelagert. Die Sandsteine zeigen typische Eigenschaften von Dünensedimenten, sodass man davon ausgeht, dass sie nicht im Wasser entstanden, sondern vom Wind abgelagert wurden. Im Sandstein wurden Fossilien von acht Reptiliengattungen gefunden. Am häufigsten sind der Rhynchosaurier Hyperodapedon und der Aetosaurier Stagonolepis. Beide waren mittelgroße Pflanzenfresser und wurden wahrscheinlich vom carnivoren Archosaurier Ornithosuchus, dem größten Fleischfresser der Lossiemouth-Fauna gejagt. Die kleineren Archosaurier wie Erpetosuchus und Saltopus jagten vermutlich kleine Reptilien wie den Procolophoniden Leptopleuron, den Sphenodontier Brachyrhinodon sowie Scleromochlus, ein Archosaurier, der als enger Verwandter der Flugsaurier gilt. Die letzten drei Formen wurden nur 15 bis 20 cm lang und stellten 5 bis 25 % der Fauna.

## Städtepartnerschaft
Seit 1972 ist Hersbruck in Bayern Partnerstadt von Lossiemouth.

## Persönlichkeiten
- James Ramsay MacDonald (1866–1937), britischer Politiker und zweimal Premierminister des Vereinigten Königreichs
- Stewart Imlach (1932–2001), schottischer Fußballspieler und -trainer